# Tricholoma albobrunneum
Tricholoma albobrunneum (Christian Hendrik Persoon, 1801 ex Paul Kummer (1871), sin. Tricholoma striatum (Jacob Christian Schäffer, 1774 ex Lucien Quélet, 1872), din încrengătura Basidiomycota, în familia Tricholomataceae și de genul Tricholoma, este o specie de ciuperci otrăvitoare care coabitează, fiind un simbiont micoriza, formând prin urmare micorize pe rădăcinile arborilor. O denumire populară nu este cunoscută. Acest burete regional destul de răspândit trăiește în România, Basarabia și Bucovina de Nord preponderent de la deal la munte, pe sol nisipos, izolat sau în grupuri mai mici, în păduri de conifere răcoroase sub molizi și pini. Timpul apariției este din (august) septembrie până în noiembrie (decembrie).  </ref> Buretele apare adesea împreună cu  Tricholoma equestre și/sau Tricholoma portentosum.

## Taxonomie

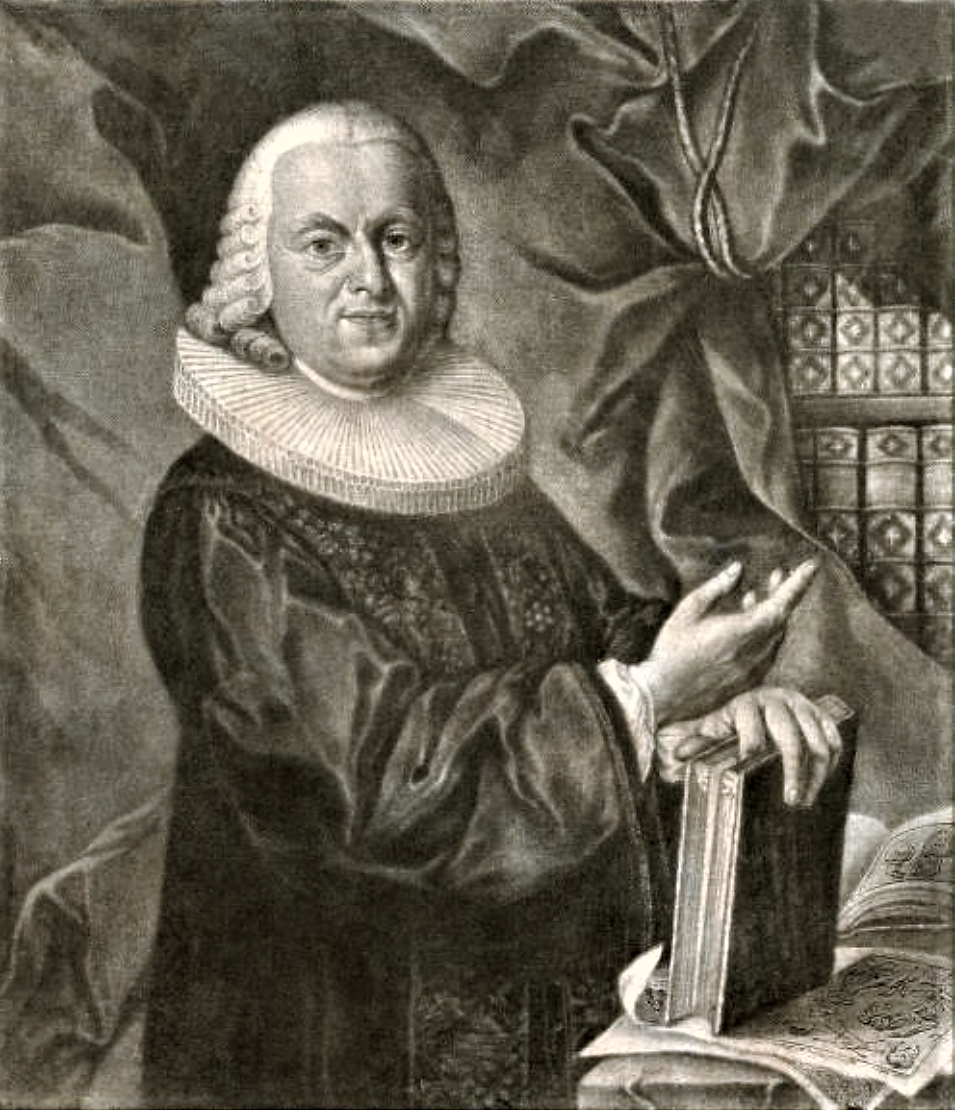
J. Chr. Schäffer

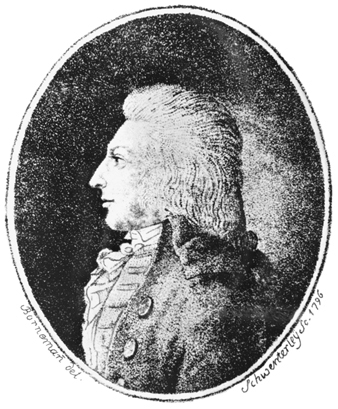
C. H. Persoon

În 1774, renumitul savant german Jacob Christian Schäffer a creat taxonul Agaricus striatus pentru această specie în volumul 4 al operei sale Fungorum qui in Bavaria et Palatinatu circa Ratisbonam nascuntur icones, nativis coloribus expressae care a fost transferat la genul Tricholoma sub păstrarea epitetului de micologul francez Lucien Quélet, de verificat în volumul 5 al publicației sale Mémoires de la Société d'Émulation de Montbéliard din 1872.
Apoi, în 1801, cunoscutul om de știință bur Christian Hendrik Persoon a determinat specia drept Agaricus albobrunneus în volumul 1 al operei sale Synopsis methodica Fungorum, fiind transferată corect și ea la genul Tricholoma sub păstrarea epitetului de micologul german Paul Kummer, de verificat în marea sa lucrare Der Führer in die Pilzkunde: Anleitung zum methodischen, leichten und sicheren Bestimmen der in Deutschland vorkommenden Pilze mit Ausnahme der Schimmel- und allzu winzigen Schleim- und Kern-Pilzchen din 1871.
În cele mai multe lucrări științifice și cărți micologie numele curent acceptat (2020) este Tricholoma albobrunneum, iar Tricholoma striatum doar sinonim (vezi și la comitetul de nomenclatură Mycobank), iar comitetul de nomenclatură Index Fungorum îl vede pe de o parte sinonim conform multor autori (sensu auct. mult.), pe de alta drept specie independentă.
Toate celelalte încercări de redenumire sunt valabile sinonim, dar, fiind nefolosite, sunt neglijabile.
Numele epitetului botanic (albobrunneum=alb-maroniu) la fel de vechi ca și potrivit, nu a fost ales fără ezitare, deoarece grupul de Tricholoma cu o pălărie netedă brună și o tulpină albă, în special acest soi, este numai greu de determinat din cauza cercetărilor recente precum confuzilor taxonomice și nomenclaturale. De fapt, acești bureți în mod obișnuit maronii, se pot distinge mai mult prin partenerii lor micorizali (de exemplu molid, pin, fag, mesteacăn, plop, stejar), decât prin caracteristicile lor subtile, încorporate reciproc.
Numele generic este derivat din cuvintele de limba greacă veche (greacă veche τριχο=păr) și (greacă veche λῶμα=margine, tiv de ex. unei rochii), iar epitetul din cuvântul de latină veche (latină albus=alb, strălucind luminos, îmbrăcat alb), și cel din latina medievală (latină brunneus=brun, maroniu), pomenit pentru prima dată de episcopul Isidor de Sevilla (560- 636), derivat din expresia germanică bruna. Denumirea a fost aleasă, datorită diferenței clar vizibile în culoare între cuticulă și a părții de sus ale piciorului precum ale lamelelor.

## Descriere

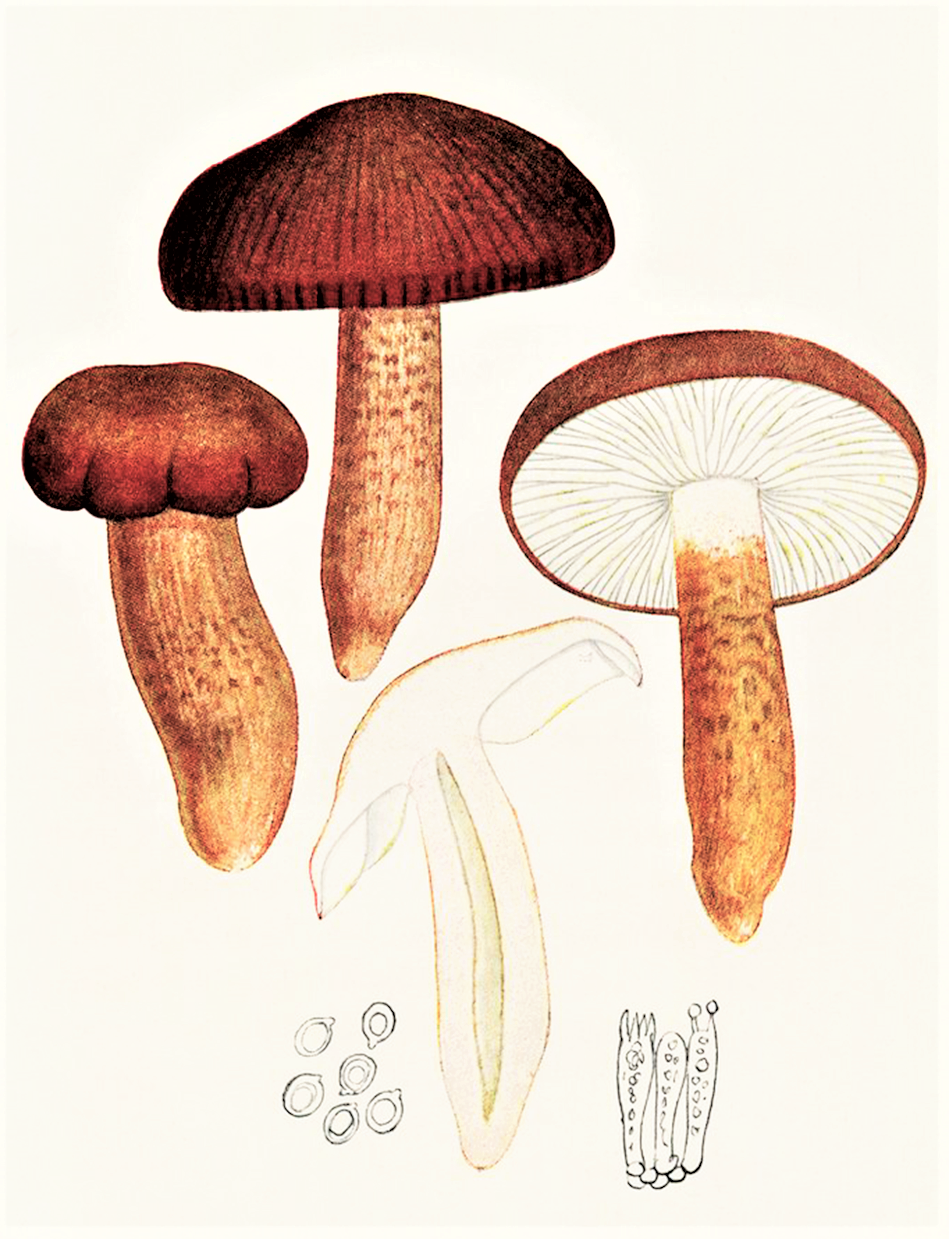
Bres.: Tricholoma striatum

- Pălăria: are un diametru de 4-11 (13)cm, este destul de cărnoasă, inițial semisferică cu marginea fin dințată și răsfrântă în jos, apoi convexă, iar la bătrânețe convex întinsă până aplatizată, uneori cu o cocoloașă neaccentuată, largă și turtită precum cu caneluri spre margine. Cuticula este netedă, cu fibrile încarnate radial, lucioasă, la umezeală, lipicioasă și unsuroasă. Se poate îndepărta de pălărie. Coloritul variabil poate avea toate nuanțele de brun, între gri-maroniu și castaniu sau brun de ciocolată, fiind la margine mai deschis.
- Lamelele: care nu se decolorează la apăsare, sunt subțiri, îndesate, cu multe lameluțe intercalate de dimensiuni diferite, inițial arcuite, apoi aderate bombat la picior (numit: șanț de castel). Muchiile sunt netede. Coloritul, la început alb, devine cu avansarea în vârstă ocru, deseori cu pete ruginii.
- Piciorul: are o înălțime de 4-9 cm (uneori până la 12cm) și o lățime de 1,5-2,5 (3)cm, este solid, ceva fibros, cilindric, inițial plin, apoi împăiat, în sfârșit adesea gol pe dinăuntru, prezentând o zonă inelară insinuată. Coaja este în prima treime de la vârf în jos albă si netedă, în rest îmbrăcată ca cu un ciorap, nu rar cu un aspect solzos, fiind acolo murdar crem, ocru-maronie, spre bază mai închis brun-roșcată, dar uneori și mai mult sau mai puțin albicioasă.
- Carnea: destul de fermă, în picior slab fibroasă, este albă, înroșind încet după presiune sau tăiere, având un miros făinos, la bătrânețe putred precum un gust asemănător care pare după o probă în primul moment blând, devenind apoi amar. Amărăciunea crește cu avansarea în vârstă a buretelui.[3][4]
- Caracteristici microscopice: prezintă spori slab elipsoidali până sub-globuloși, gutulați în vârf, netezi hialini (translucizi), neamilozi (nu se decolorează cu reactivi de iod) și o picătură uleioasă mare în centru, având o mărime de 4,5-6 (6,5) x 3,5 (4)-5,5 microni. Pulberea lor este albă. Basidiile clavate și fără cârlige cu 4 sterigme fiecare, măsoară 30-40 x 6-8 microni. Cistidele (elemente sterile situate în stratul himenal sau printre celulele din pielița pălăriei și a piciorului, probabil cu rol de excreție) lipsesc în himeniu. Cuticula constă din hife cilindrice de 3-5μm lățime, orânduite vertical, uneori gelatinoase. Pigmenții sunt încrustați minuțios. Nu prezintă fibule.[16][17][5]
- Reacții chimice: nu sunt cunoscute.[4]

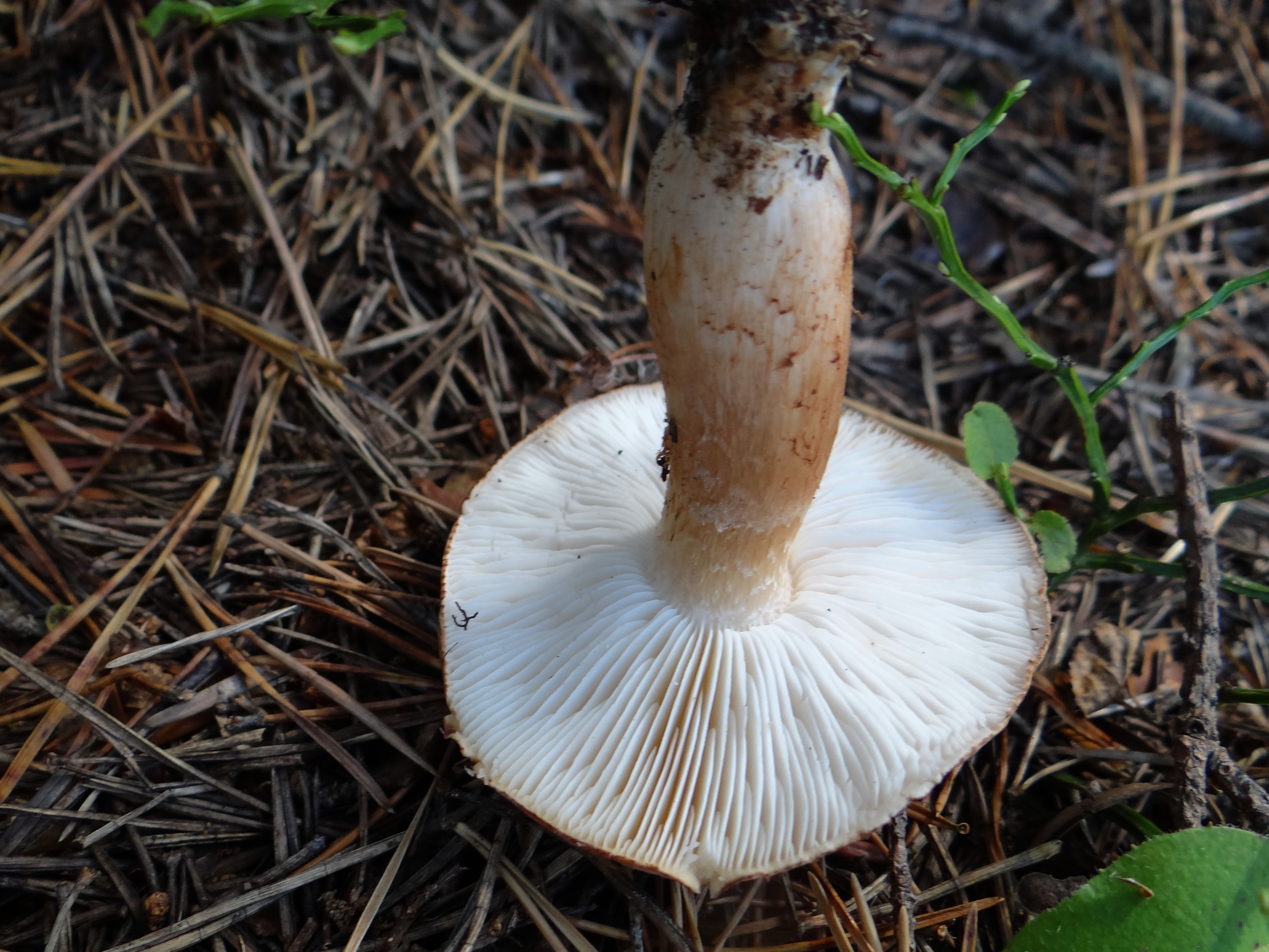
T. albobrunneum, lamele și picior
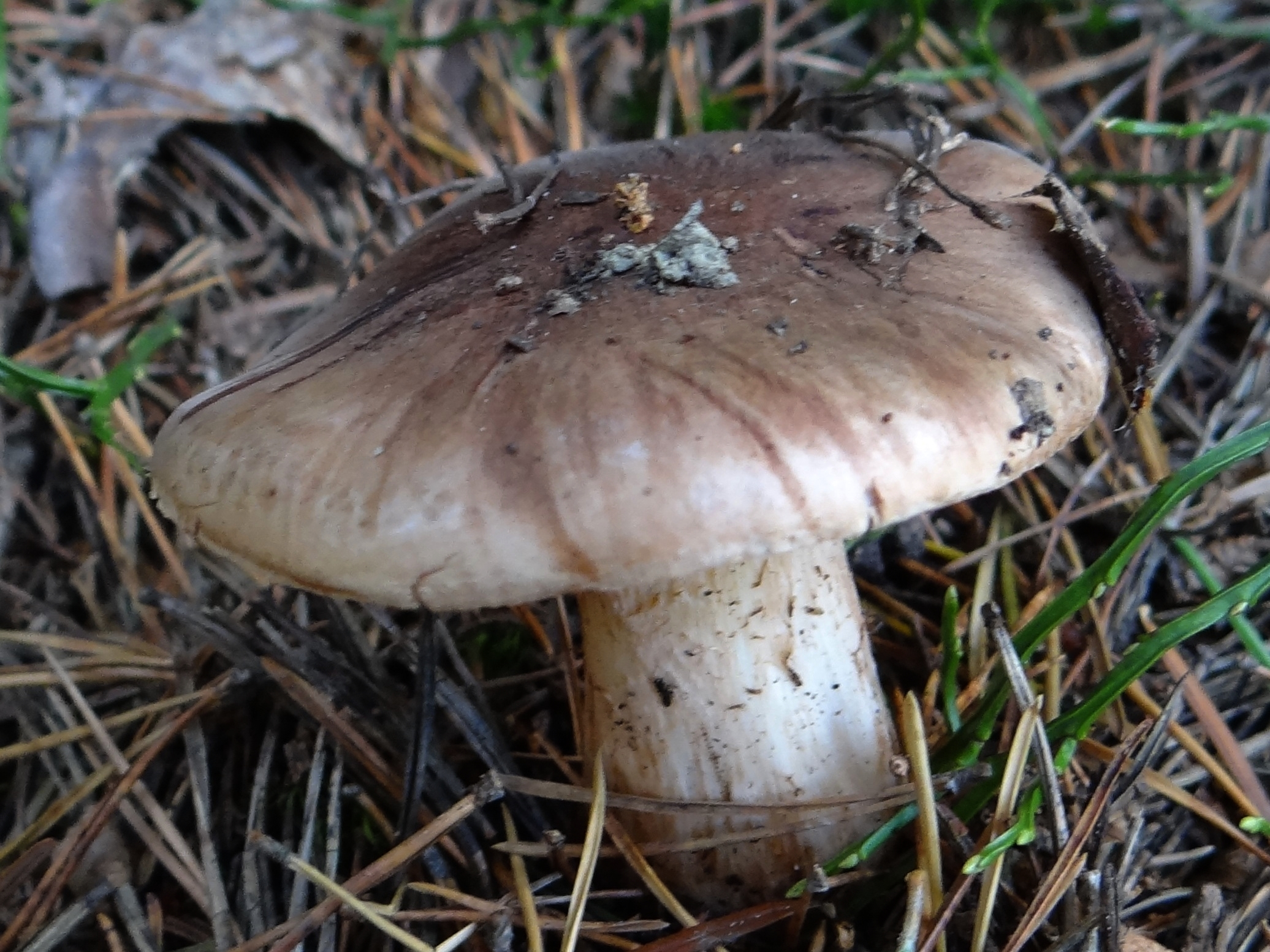
T. albobrunneum, aspect general

## Confuzii
Ciuperca poate fi confundată cu de exemplu: Tricholoma acerbum (necomestibil), Tricholoma apium (comestibil, se dezvoltă în păduri de conifere sub molizi și pini, miros de țelină sau Maggi, gust blând), Tricholoma batschii (otrăvitor), Tricholoma colossus (comestibil), Tricholoma focale (comestibil, dar de valoare scăzută, cuticulă în tinerețe și la umezeală unsuroasă, de altfel uscată, carne albă, miros identic, dar gust blând, neamar, trăiește în păduri de conifere pe sol uscat și nisipos) Tricholoma fucatum (comestibil, dar de valoare scăzută, slab gălbuie, miros de făină și gust identic, neamar, trăiește în păduri de conifere), Tricholoma fulvum (necomestibil, carne galbenă, fără miros), Tricholoma imbricatum (comestibil, dar de calitate inferioară, trăiește în păduri de conifere preferat sub pini, suprafață maronie, solzos-fibroasă, cu miros făinos, și gust blând până amar), Tricholoma pessundatum (otrăvitor), Tricholoma populinum (comestibil), Tricholoma portentosum (comestibil, savuros), se dezvoltă preponderent sub molizi și pini, respectiv sub plopi tremurători și mesteceni, miros de pepeni, castraveți, ușor de faină și gust blând, ceva făinos, după mestecare ca de pepene sau de stridie), Tricholoma saponaceum (necomestibil), Tricholoma stans (necomestibil), Tricholoma ustale (slab otrăvitor), Tricholoma ustaloides (necomestibil, se dezvoltă în păduri de conifere pe lângă pini pe sol nisipos, miros făinos, gust destul de amar),  Tricholoma vaccinum (necomestibil, ingerat în cantități mai mari toxic, se dezvoltă  în același habitat ca specia descrisă, miros făinos-pământos, gust făinos, amărui și slab iute), dar chiar și cu letalul Paxillus involutus.

## Specii asemănătoare în imagini

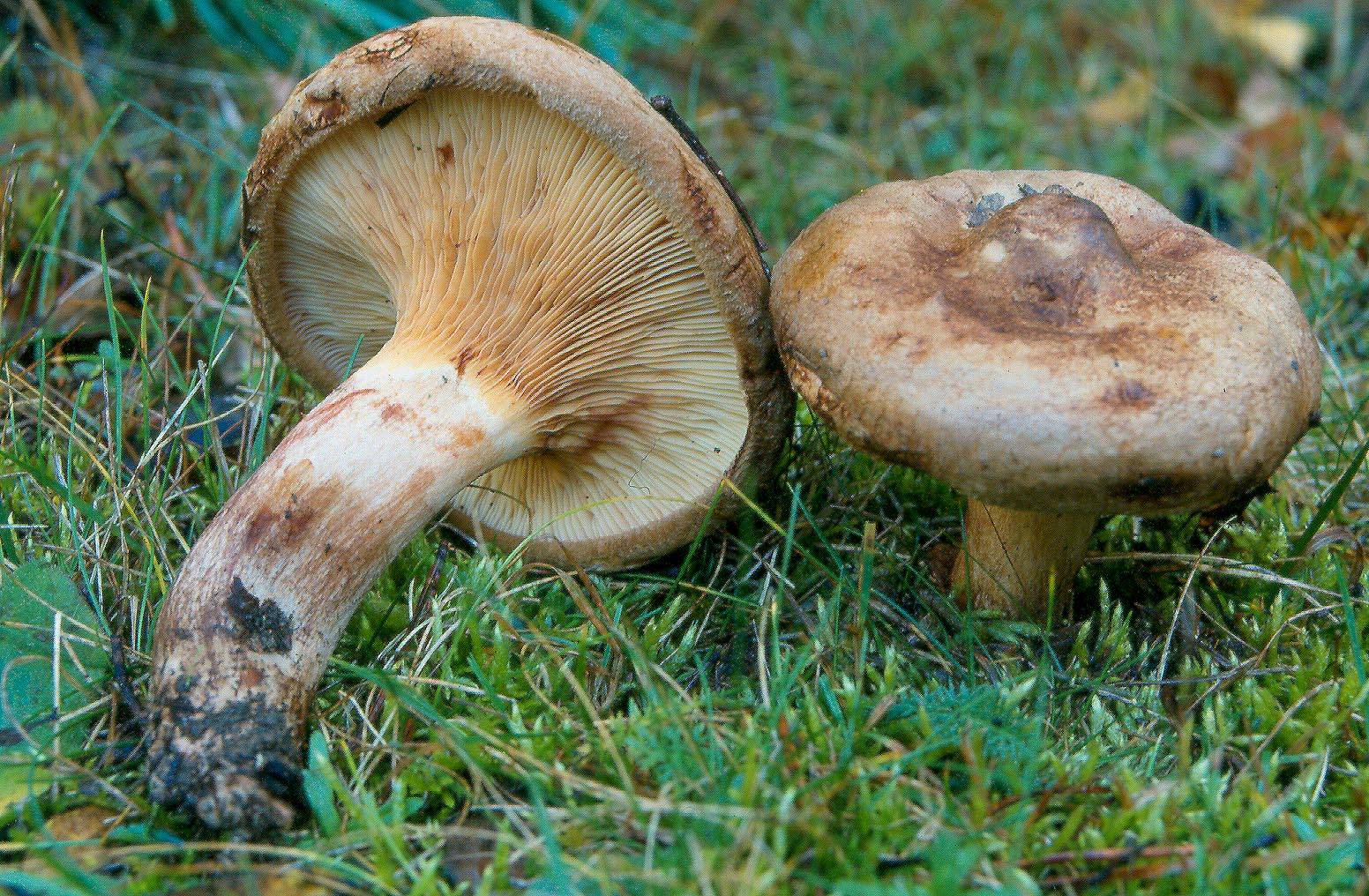
!!!Paxillus-involutus!!!
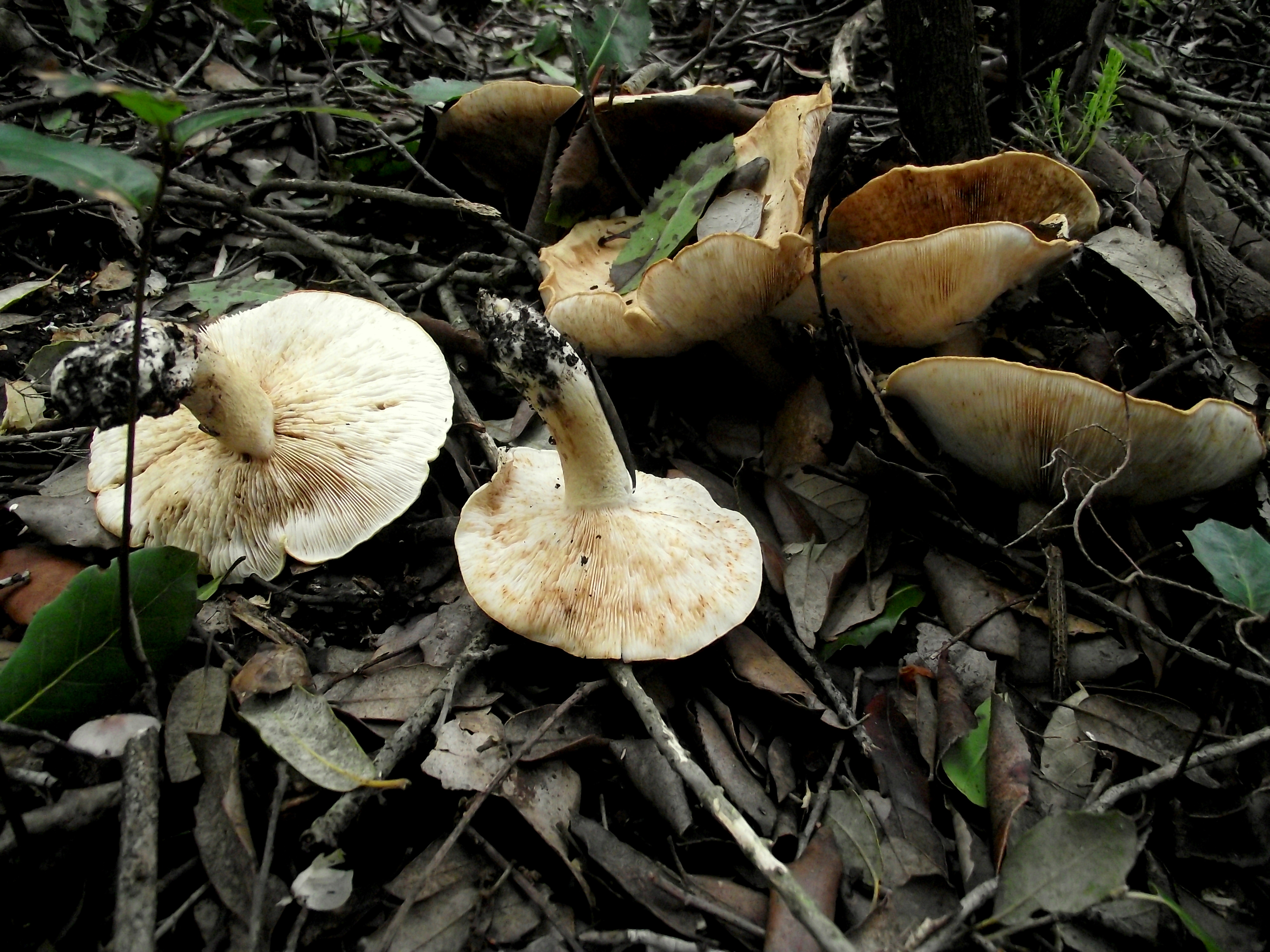
!Tricholoma acerbum!
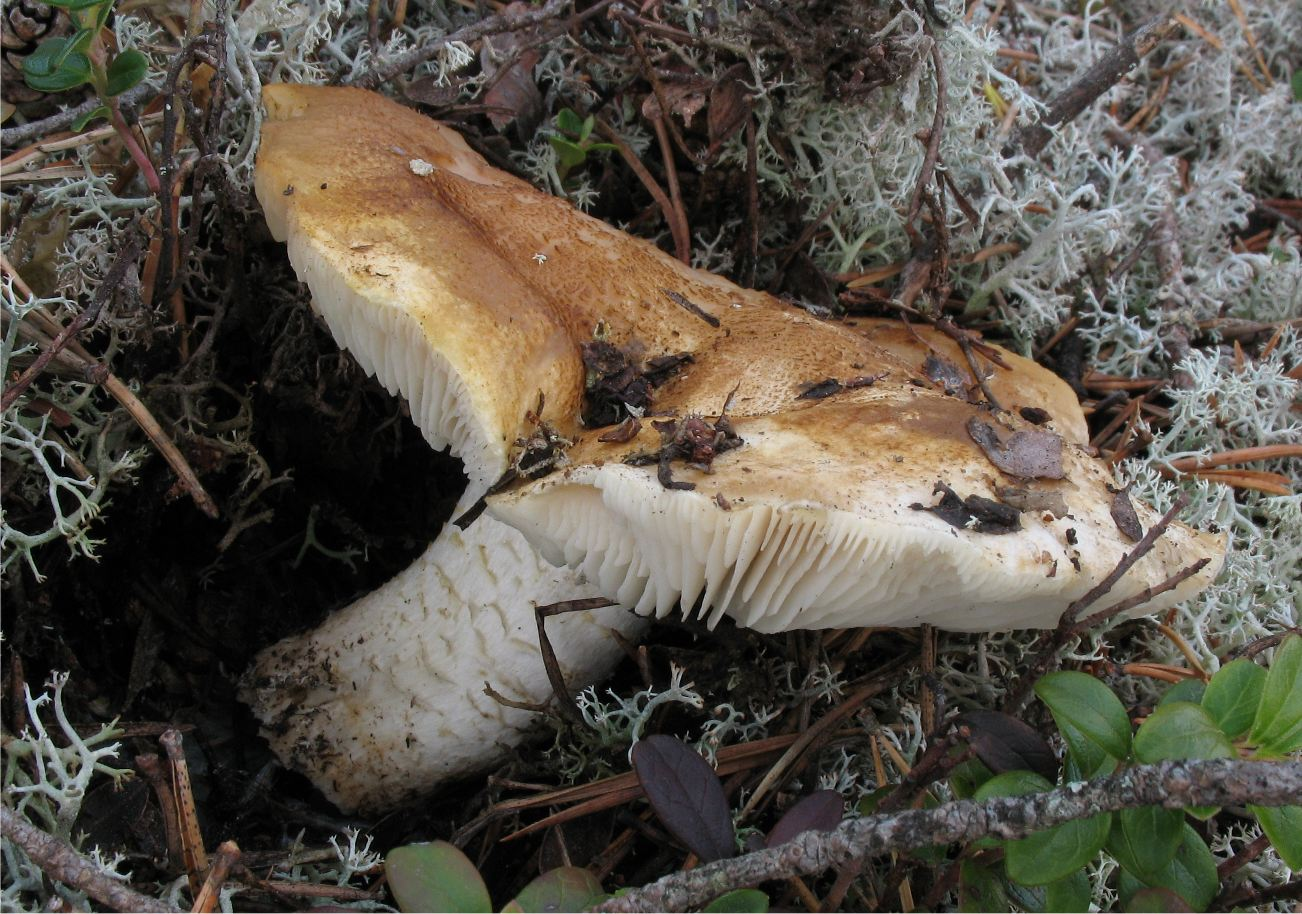
Tricholoma apium
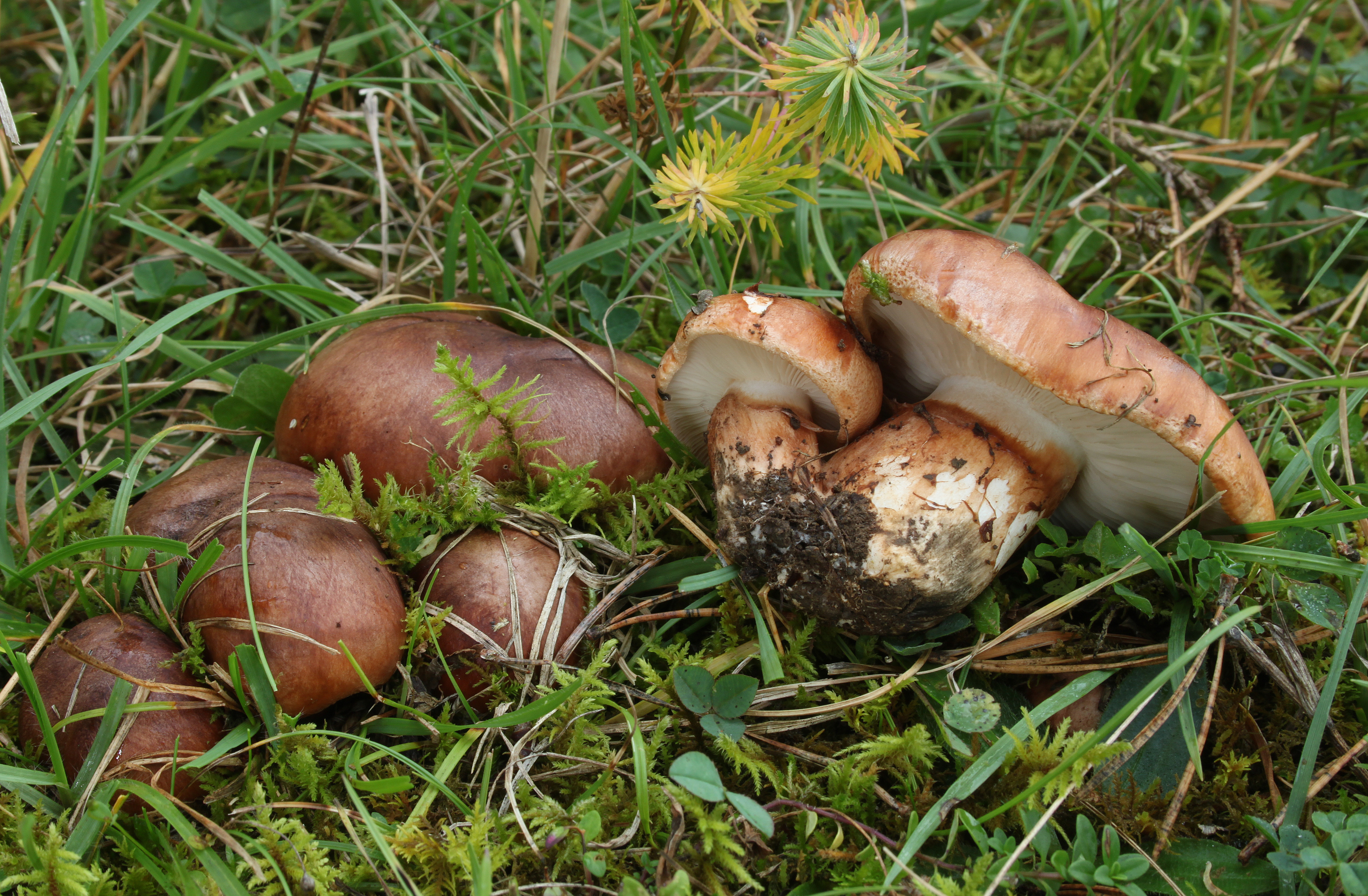
!! Tricholoma batschii!!
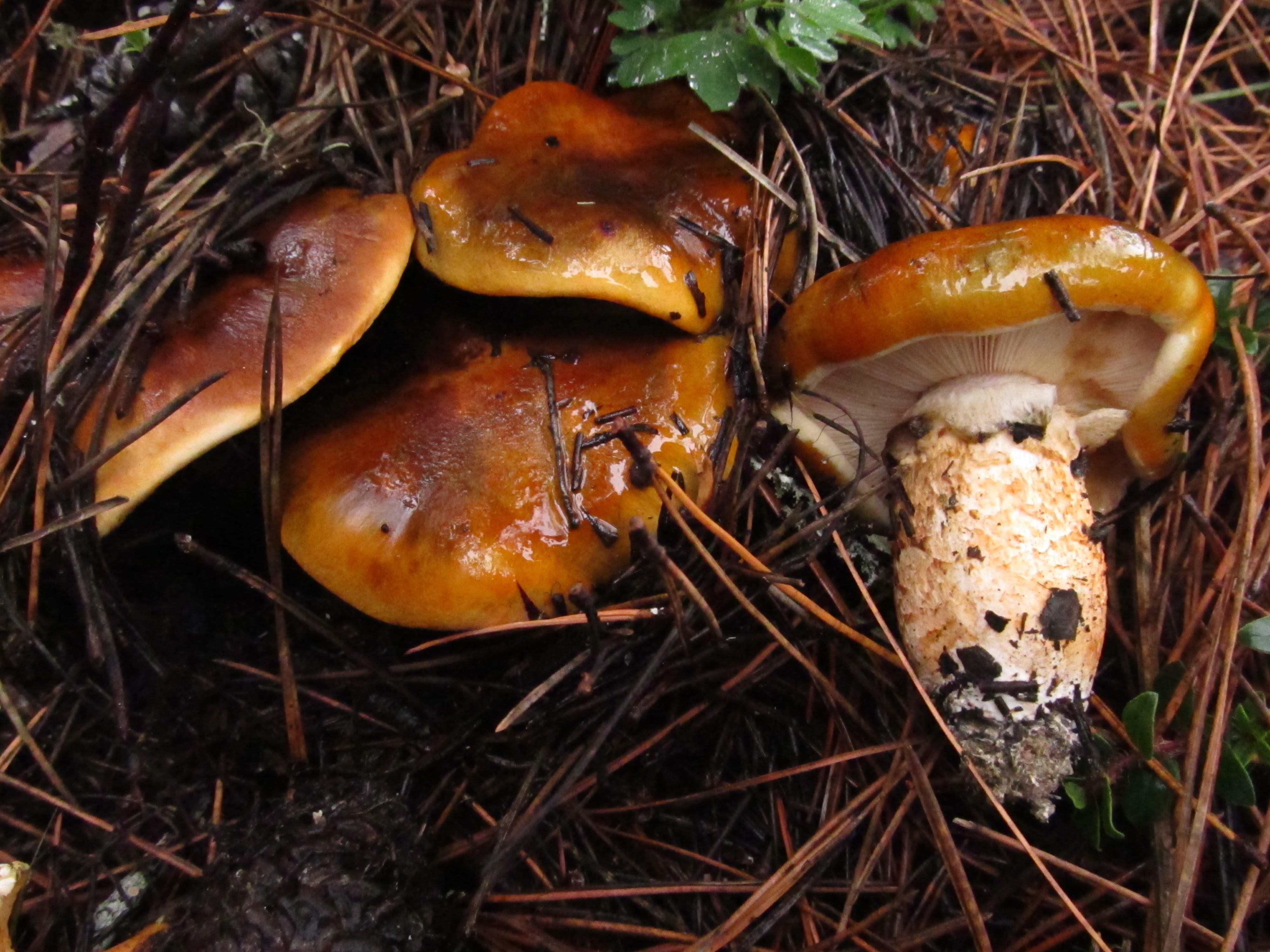
Tricholoma focale
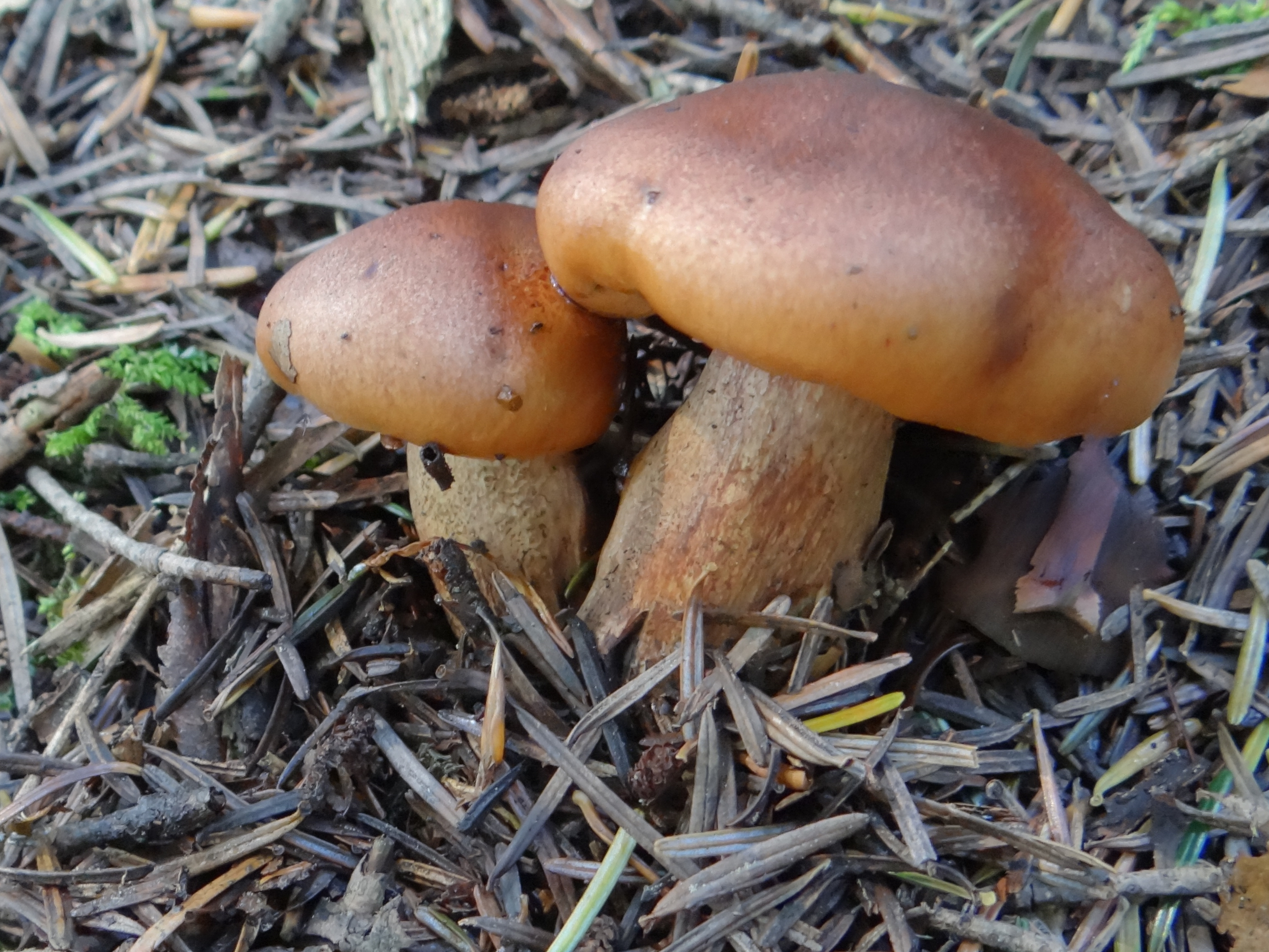
!Tricholoma fulvum!
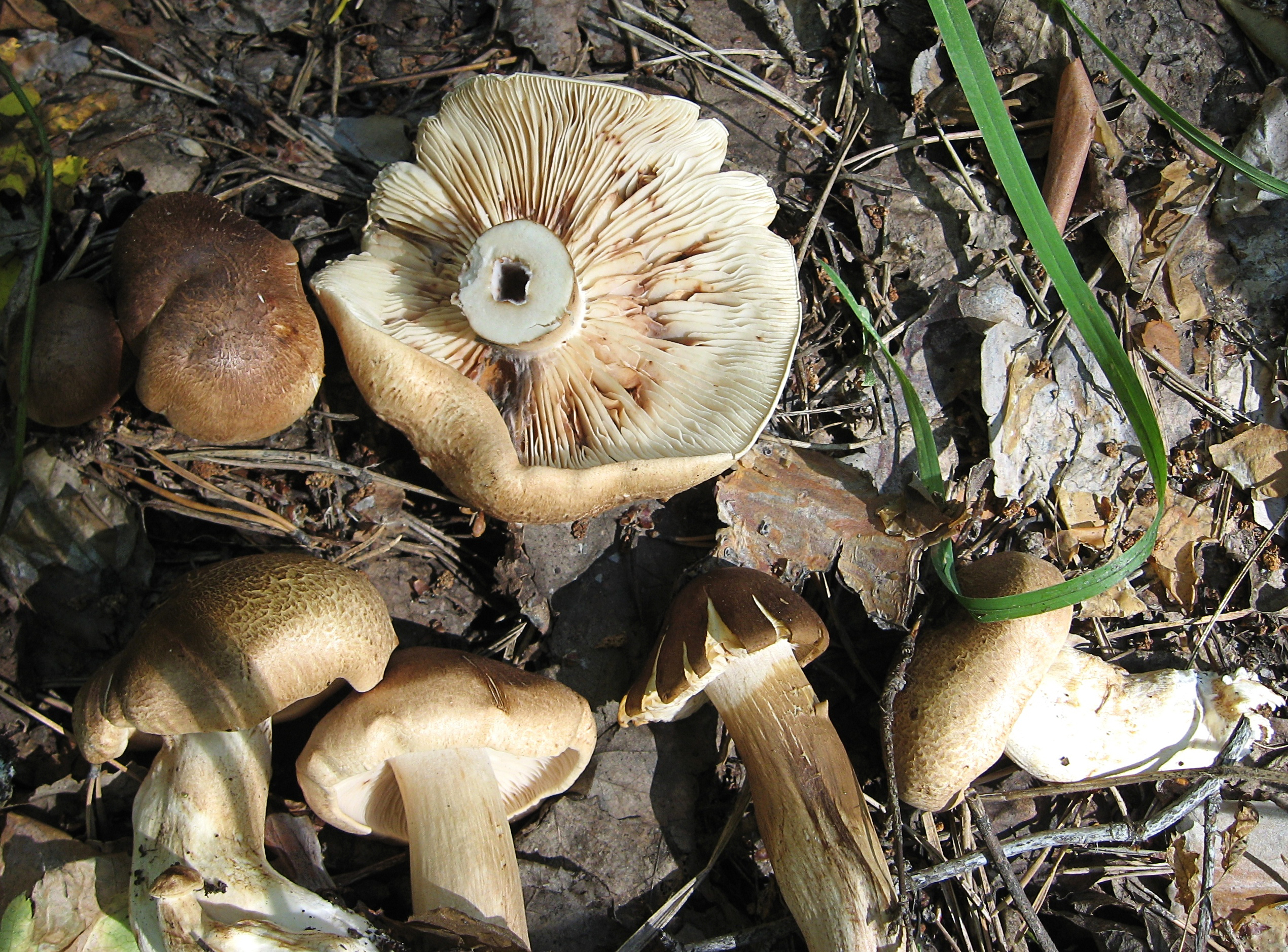
Tricholoma imbricatum
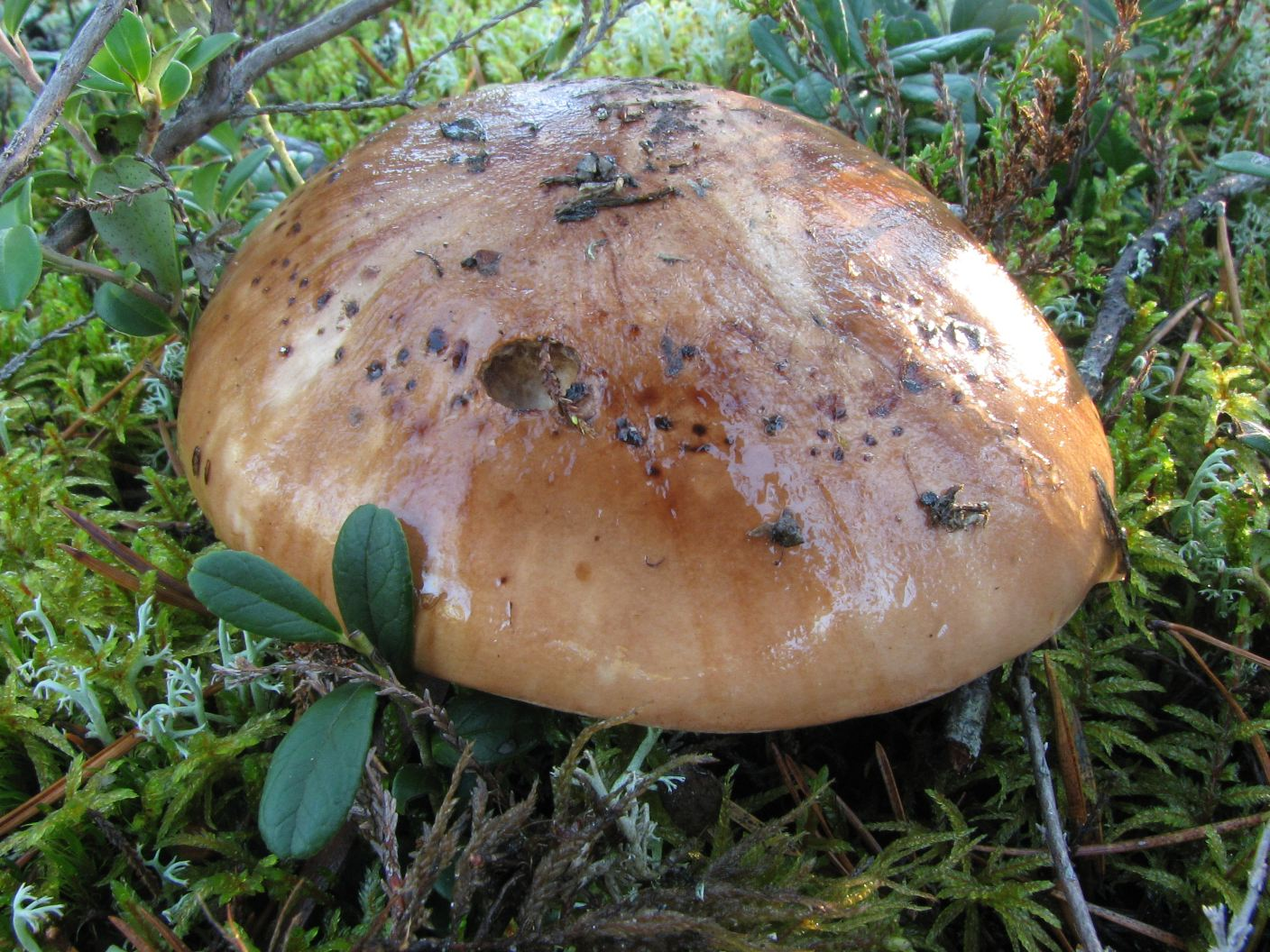
!!Tricholoma pessundatum!!

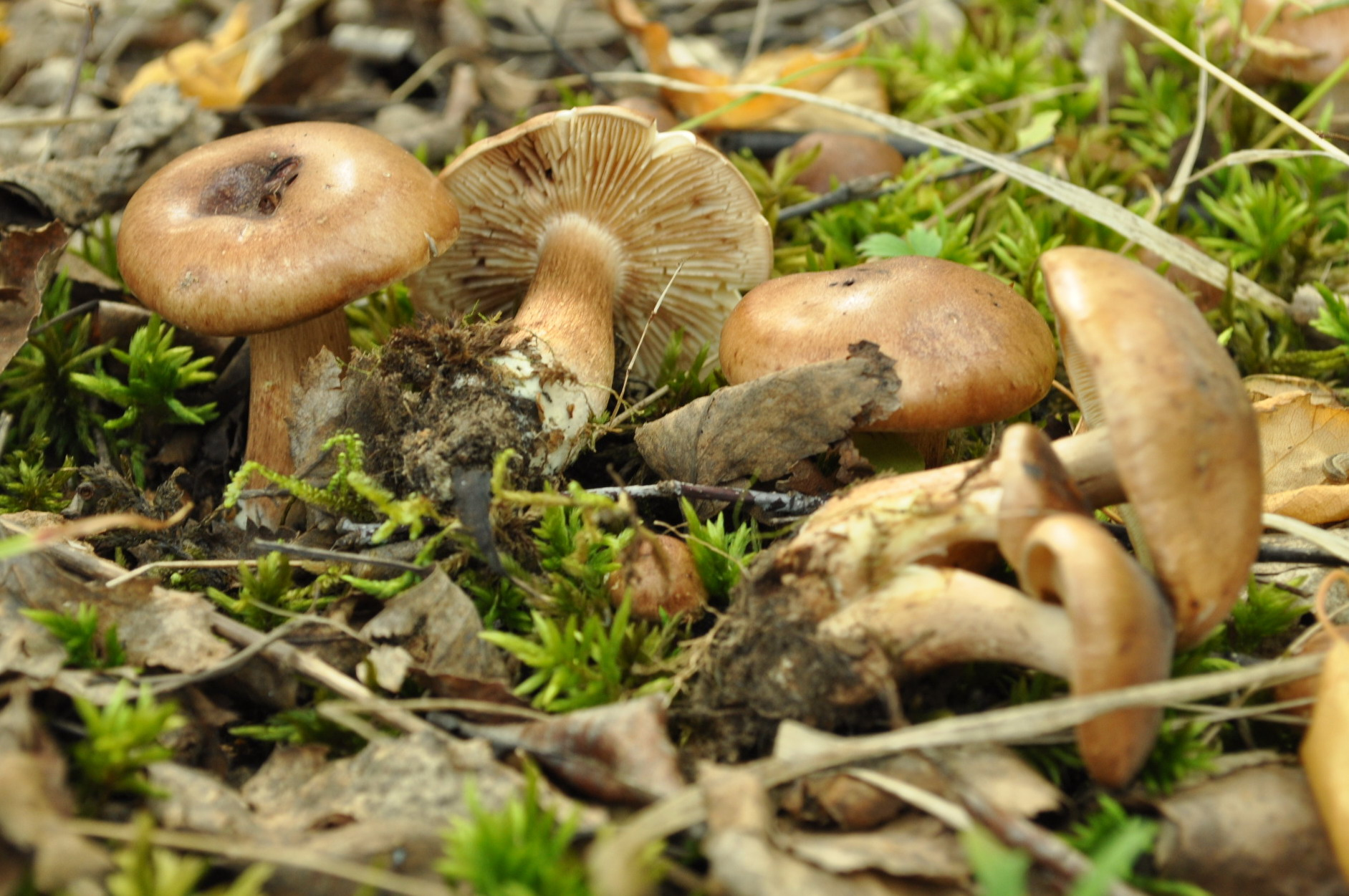
Tricholoma populinum
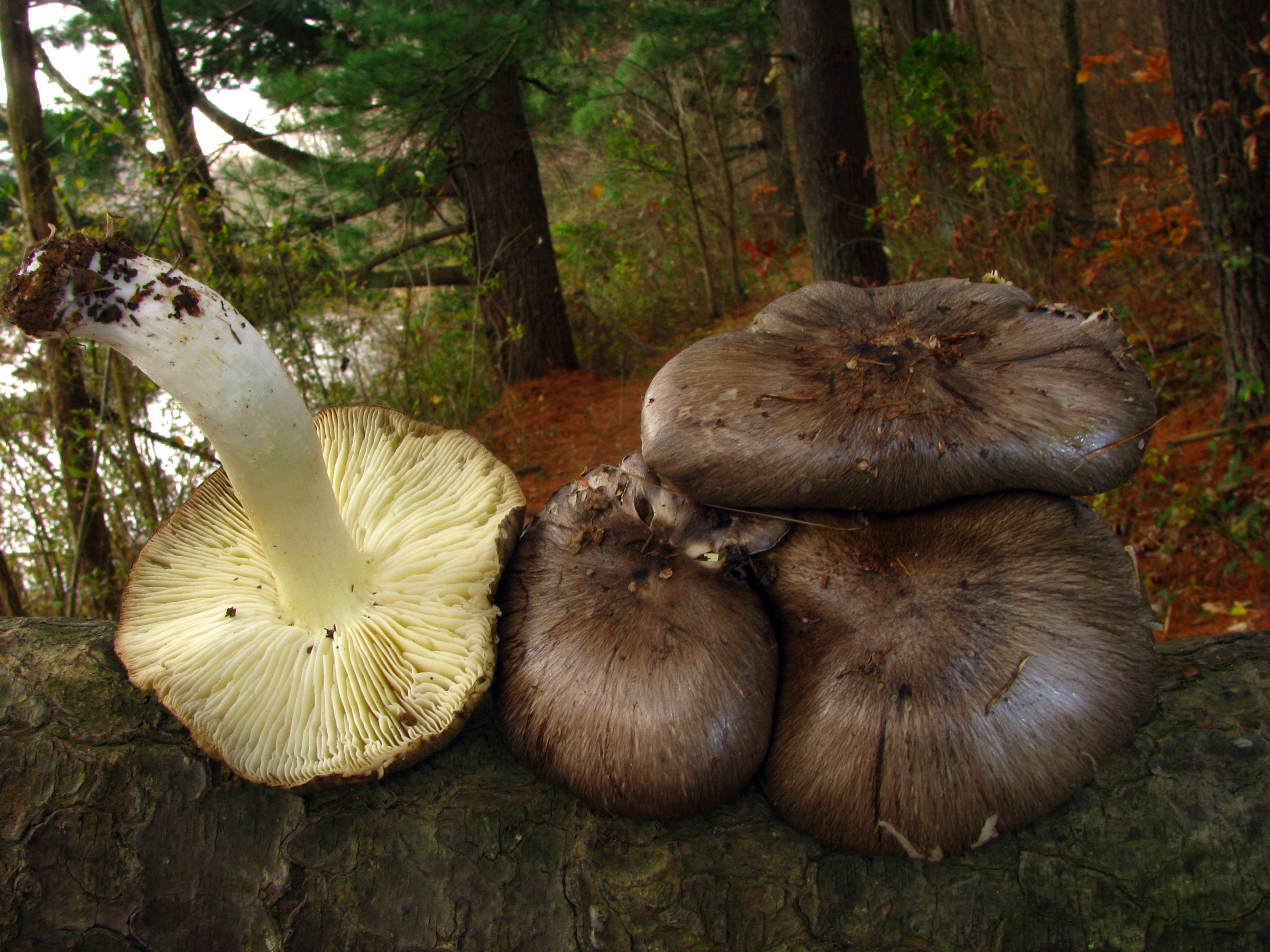
Tricholoma portentosum
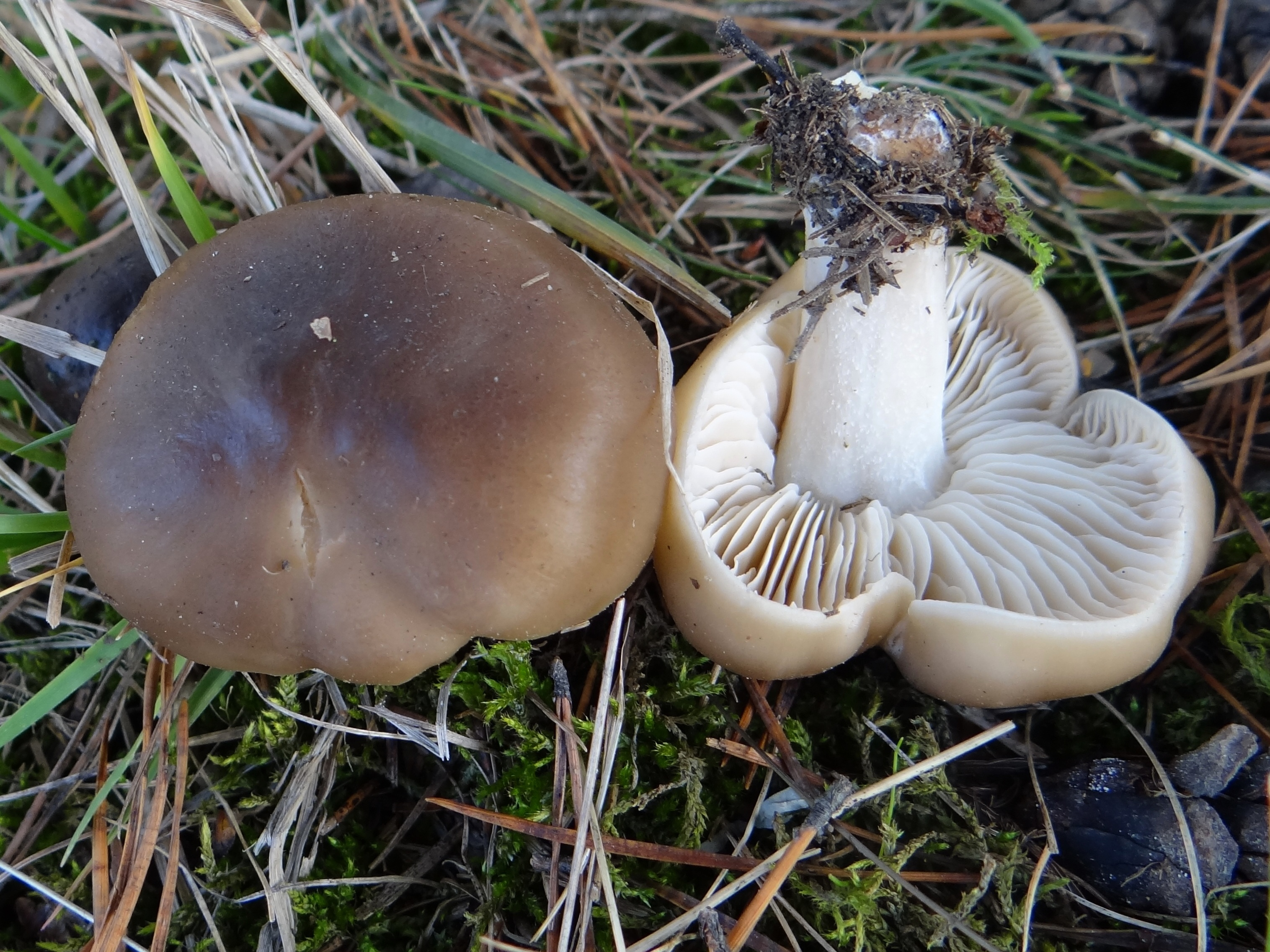
!Tricholoma saponaceum!
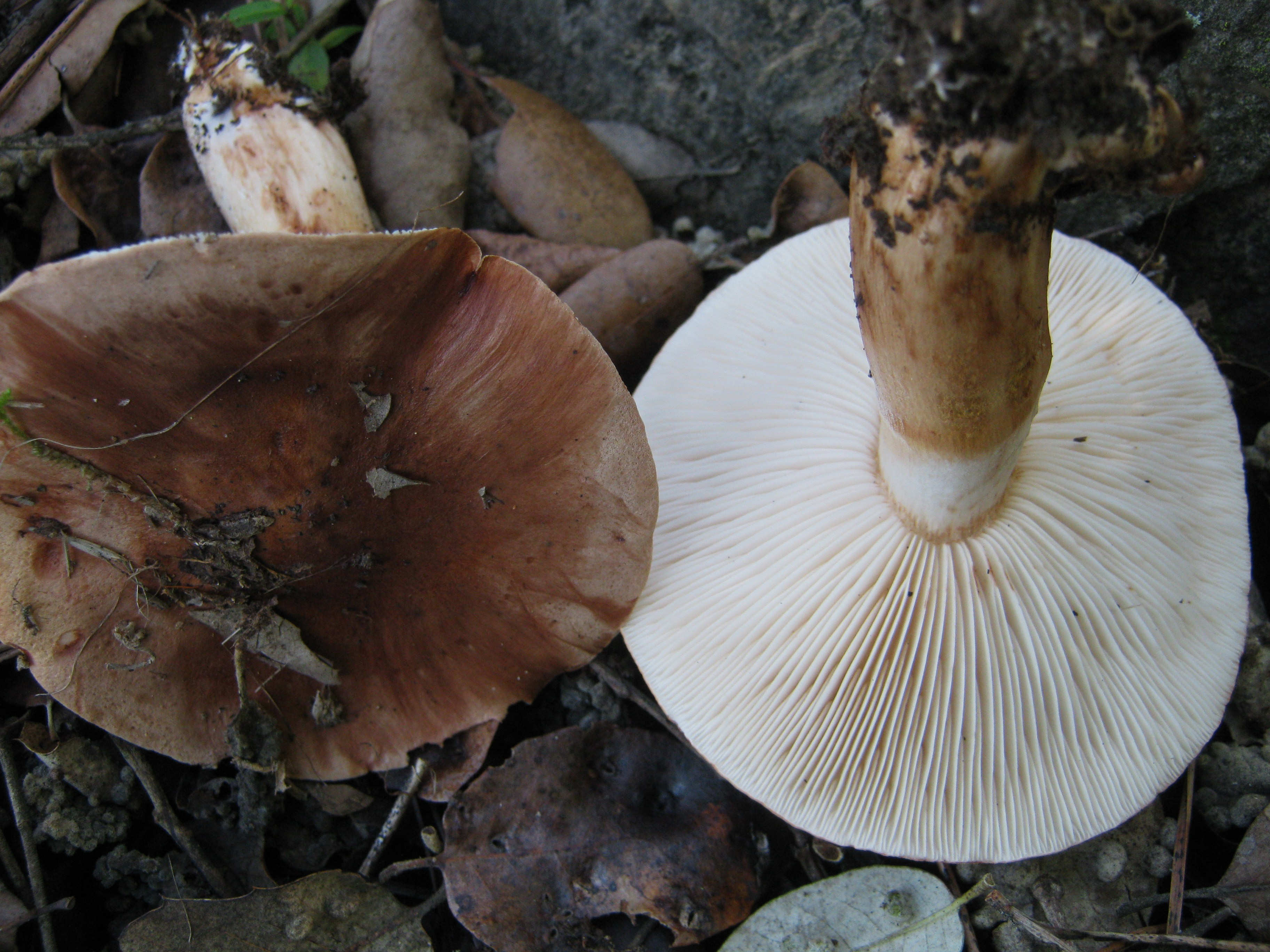
!Tricholoma stans!
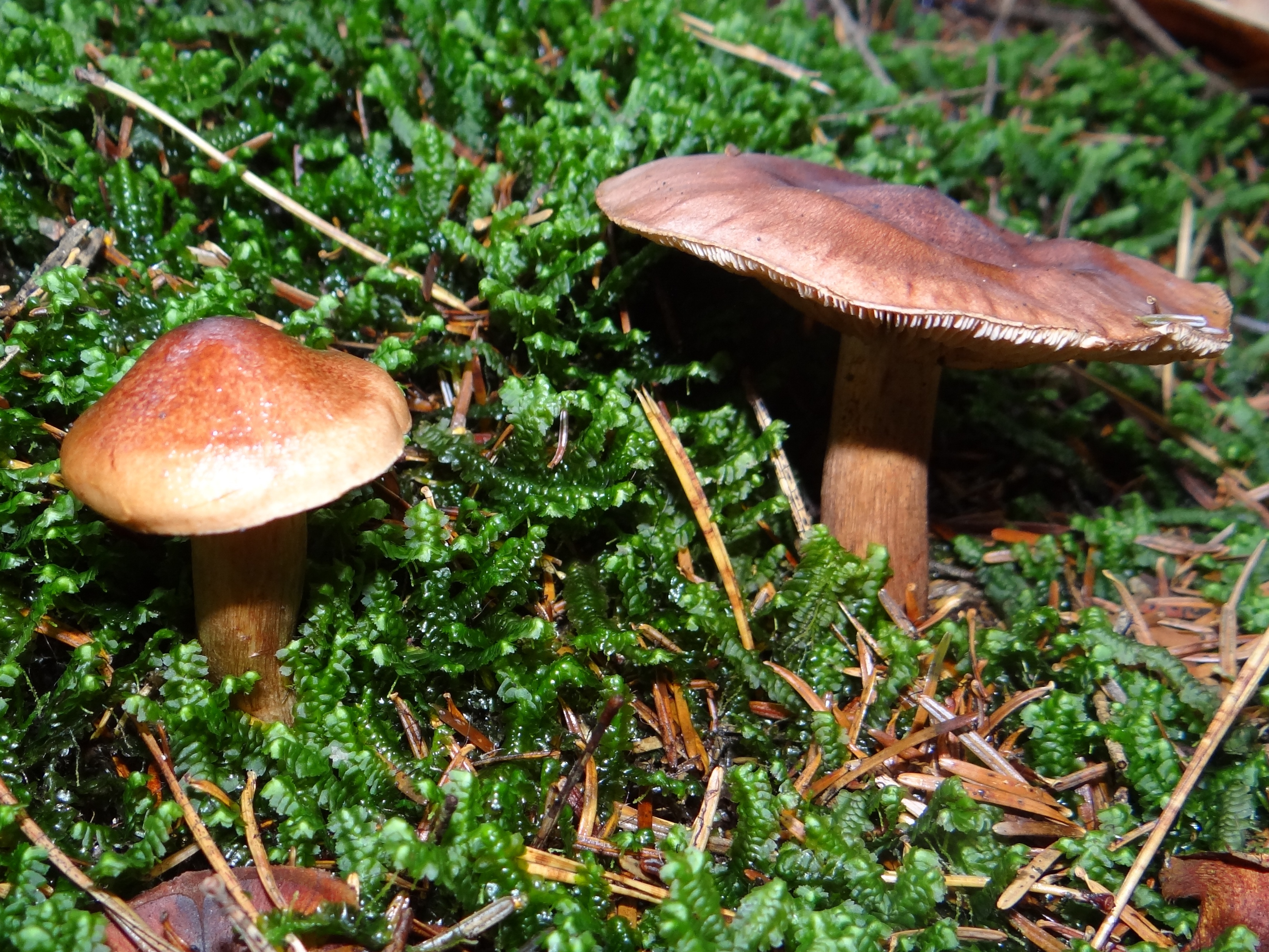
!!Tricholoma ustale!!
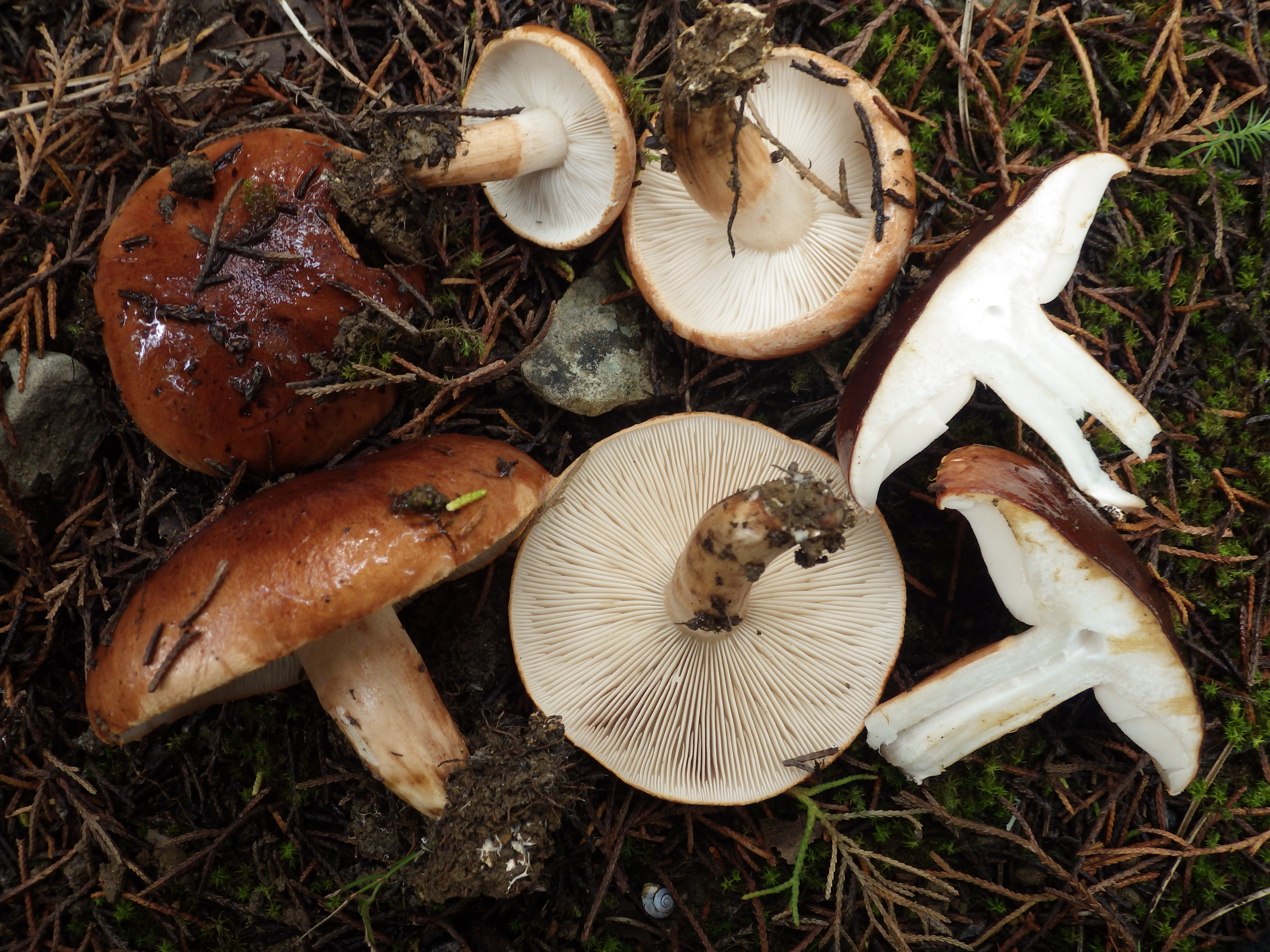
!Tricholoma ustaloides!
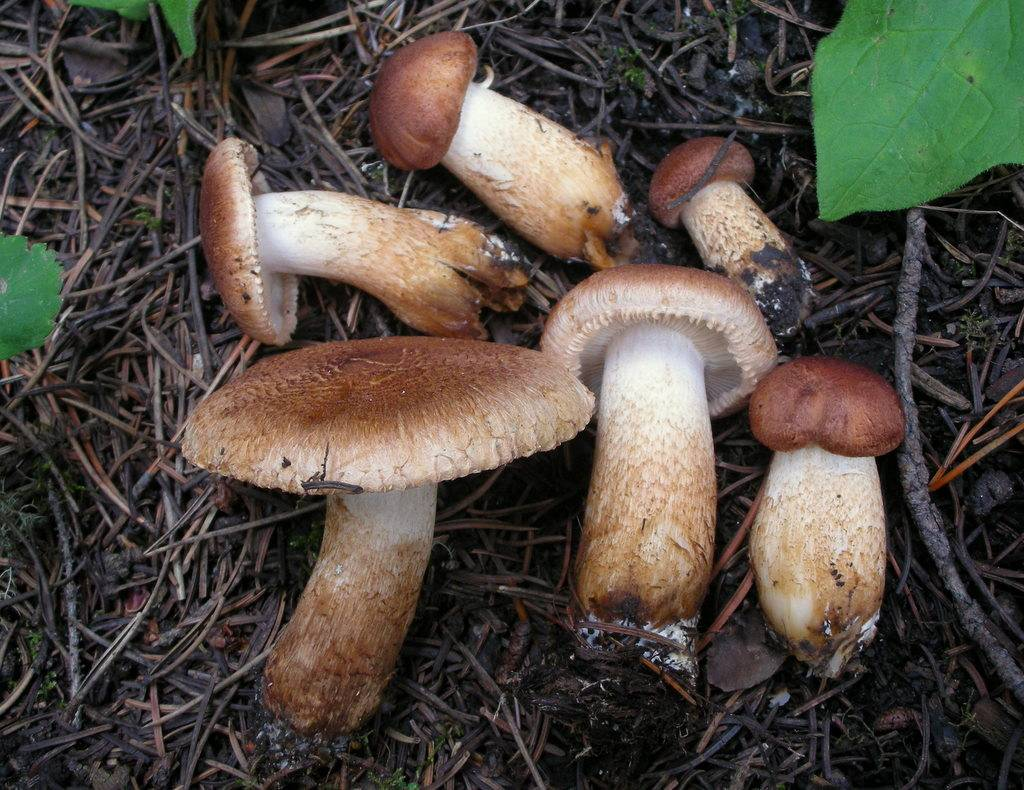
!Tricholoma vaccinum!

## Valorificare
Această ciupercă este otrăvitoare și provoacă o intoxicație gastrointestinală. Decursul unei aceste intoxicații poate varia într-un grup de persoane care au luat parte la masă și este, de asemenea, legat de intoleranța fungică (Idiosincrasie|idiosincrazia fungică]]) individuală a oamenilor. La copii ar trebui să se aplice o scară diferită și solicitat un sfat medical, deoarece această otrăvire poate provoca consecințe fatale cauzate de vărsături frecvente, anume pierdere evidentă de sare și lichide. În mod general însă, intoxicările cu Tricholoma albobrunneum nu sunt extrem de grave și simptomele, în primul rând dureri de burtă, dispar deja după o zi.